# Torneo masculino de béisbol en los Juegos Panamericanos de 1959
El béisbol en los Juegos Panamericanos de 1959 estuvo compuesto por un único evento masculino, se disputó en Chicago, Estados Unidos en  Comiskey Park del 27 de agosto al 7 de septiembre de 1959. El oro se lo llevó Venezuela por primera vez.

## Equipos participantes
- Brasil(BRA)
- Costa Rica(CRC)
- Cuba(CUB)
- Estados Unidos(USA)
- México(MEX)
- Nicaragua(NIC)
- Puerto Rico(PUR)
- República Dominicana(DOM)
- Venezuela(VEN)

## Resultados
| Posición | Selección            | Ganados | Perdidos | Medalla |
| -------- | -------------------- | ------- | -------- | ------- |
| 1        | Venezuela            | 6       | 1        |         |
| 2        | Puerto Rico          | 5       | 1        |         |
| 3        | Estados Unidos       | 4       | 3        |         |
| 4        | Cuba                 | 2       | 4        |         |
| 5        | México               | 3       | 2        |         |
| 6        | Costa Rica           | 3       | 3        |         |
| 7        | Nicaragua            | 2       | 4        |         |
| 8        | República Dominicana | 2       | 3        |         |
| 9        | Brasil               | 0       | 6        |         |